# مواصلة كهربائية

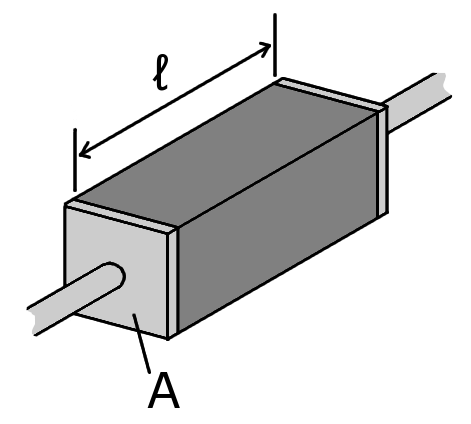

المواصلة الكهربائية أو المُناقلة أو الناقليّة الكهربائية أو المُوصلية (بالإنجليزية: Conductance)‏ هي معكوس مقاومة كهربائية والمواصلة هي قدرة المادة الكهربائية على تمرير الشحنات وبالتالي التوصيل بين عناصر الدائرة الكهربائية والمواصلة. تتأثر بنفس العوامل التي تؤثر على قيمة المقاومة الكهربائية، وتتناسب المواصلة الكهربائية طرديا مع مساحة مقطع الموصل وموصلية المادة، وعكسيا مع طول الموصل ومقاومية المادة.
على عكس المطاوعة، فإن المواصلة لا تتأثر بقيمة التردد في الدائرة وبالتالي هي ثابتة القيمة في حالتي التيار المستمر والتيار المتردد.
المواصلة هي كمية قياسية رمزها G وحدة قياسها الدولية هي سيمنز (S) بينما سابقا كان يطلق عليها مو (Mho) وهي عكس كلمة أوم، تعطى علاقة المواصلة بفرق الجهد والتيار بالشكل التالي :
{\displaystyle G={\frac {1}{R}}={\frac {I}{U}}\,}